# South Thanet (circonscription du Parlement britannique)
Circonscription parlementaire de la Chambre des communes
La circonscription de South Thanet est une circonscription parlementaire britannique. Située dans le Kent, elle couvre la partie sud du district de Thanet. 
Cette circonscription, ainsi que celle de North Thanet, a été créée en 1983 par réorganisation des anciennes circonscriptions de Thanet West et Thanet East. Depuis 2015, elle est représentée à la Chambre des communes du Parlement britannique par Craig Mackinlay, du Parti conservateur.

## Members of Parliament
| Élection | Élection | Membre          | Membre | Parti        |
| -------- | -------- | --------------- | ------ | ------------ |
|          | 1983     | Jonathan Aitken |        | Conservateur |
|          | 1997     | Stephen Ladyman |        | Travailliste |
|          | 2010     | Laura Sandys    |        | Conservateur |
|          | 2015     | Craig Mackinlay |        | Conservateur |

## Élections

### Élections dans les années 2010
| Parti         | Parti                 | Candidat               | Voix   | %    | ±    |
| ------------- | --------------------- | ---------------------- | ------ | ---- | ---- |
|               | Conservateur          | Craig Mackinlay        | 27,084 | 56,1 | +5.3 |
|               | Travailliste          | Rebecca Gordon-Nesbitt | 16,497 | 34,2 | -3.7 |
|               | Libéral Démocrate     | Martyn Pennington      | 2,727  | 5,7  | +2.6 |
|               | Green                 | Rebecca Wing           | 1,949  | 4,0  | +2.4 |
| Majorité      | Majorité              | Majorité               | 10,587 | 21,9 | +9.0 |
| Participation | Participation         | Participation          | 48,257 | 65,8 | −3.0 |
|               | Conservateur maintien | Conservateur maintien  | Swing  | +4.5 |      |

| Parti         | Parti                 | Candidat              | Voix   | %    | ±     |
| ------------- | --------------------- | --------------------- | ------ | ---- | ----- |
|               | Conservateur          | Craig Mackinlay       | 25,262 | 50,8 | +12.6 |
|               | Travailliste          | Raushan Ara           | 18,875 | 37,9 | +14.2 |
|               | UKIP                  | Stuart Piper          | 2,997  | 6,0  | −26.4 |
|               | Libéral Démocrate     | Jordan Williams       | 1,514  | 3,0  | +1.2  |
|               | Green                 | Trevor Roper          | 809    | 1,6  | −0.6  |
|               | Indépendant           | Tim Garbutt           | 181    | 0,4  | N/A   |
|               | Christian Peoples     | Faith Fisher          | 115    | 0,2  | N/A   |
| Majorité      | Majorité              | Majorité              | 6,387  | 12,9 | +7.2  |
| Participation | Participation         | Participation         | 49,753 | 68,8 | −1.6  |
|               | Conservateur maintien | Conservateur maintien | Swing  | -0.8 |       |

| Parti         | Parti                       | Candidat              | Voix   | %     | ±     |
| ------------- | --------------------------- | --------------------- | ------ | ----- | ----- |
|               | Conservateur                | Craig Mackinlay       | 18,838 | 38,1  | −9.9  |
|               | UKIP                        | Nigel Farage          | 16,026 | 32,4  | +26.9 |
|               | Travailliste                | Will Scobie           | 11,740 | 23,8  | −7.6  |
|               | Green                       | Ian Driver            | 1,076  | 2,2   | N/A   |
|               | Libéral Démocrate           | Russell Timpson       | 932    | 1,9   | −13.2 |
|               | Free United Kingdom Party   | Al Murray             | 318    | 0,6   | N/A   |
|               | Manston Airport Independent | Ruth Bailey           | 191    | 0,4   | N/A   |
|               | We Are The Reality Party    | Nigel Askew           | 126    | 0,3   | N/A   |
|               | Party for a United Thanet   | Grahame Birchall      | 63     | 0,1   | N/A   |
|               | Indépendant                 | Dean McCastree        | 61     | 0,1   | N/A   |
|               | Al-Zebabist Nation of Ooog  | Zebadiah Abu-Obadiah  | 30     | 0,05  | N/A   |
| Majorité      | Majorité                    | Majorité              | 2,812  | 5,7   | −10.9 |
| Participation | Participation               | Participation         | 49,401 | 70,4  | +5.1  |
|               | Conservateur maintien       | Conservateur maintien | Swing  | −18.4 |       |

1: Murray est apparu sur le bulletin de vote sans aucune description, mais a fait campagne sous le label du Free United Kingdom Party (FUKP).
| Parti         | Parti                                   | Candidat                                | Voix   | %    | ±    |
| ------------- | --------------------------------------- | --------------------------------------- | ------ | ---- | ---- |
|               | Conservateur                            | Laura Sandys                            | 22,043 | 48,0 | +6.8 |
|               | Travailliste                            | Stephen Ladyman                         | 14,426 | 31,4 | −8.1 |
|               | Libéral Démocrate                       | Peter Bucklitsch                        | 6,935  | 15,1 | +2.9 |
|               | UKIP                                    | Trevor Shonk                            | 2,529  | 5,5  | +0.7 |
| Majorité      | Majorité                                | Majorité                                | 7,617  | 16,6 |      |
| Participation | Participation                           | Participation                           | 45,933 | 65,3 | 0.2  |
|               | Conservateur vainqueur sur Travailliste | Conservateur vainqueur sur Travailliste | Swing  | +7.4 |      |

### Élections dans les années 2000
| Parti         | Parti                 | Candidat              | Voix   | %    | ±    |
| ------------- | --------------------- | --------------------- | ------ | ---- | ---- |
|               | Travailliste          | Stephen Ladyman       | 16,660 | 40,4 | −5.3 |
|               | Conservateur          | Mark MacGregor        | 15,996 | 38,8 | −2.3 |
|               | Libéral Démocrate     | Guy Voizey            | 5,431  | 13,2 | +3.8 |
|               | UKIP                  | Nigel Farage          | 2,079  | 5,0  | +3.7 |
|               | Green                 | Howard Green          | 888    | 2,2  | +2.2 |
|               | Indépendant           | Maude Kinsella        | 188    | 0,5  | +0.5 |
| Majorité      | Majorité              | Majorité              | 664    | 1,6  |      |
| Participation | Participation         | Participation         | 41,242 | 65   | 1.1  |
|               | Travailliste maintien | Travailliste maintien | Swing  | −1.5 |      |

| Parti         | Parti                 | Candidat              | Voix   | %    | ±    |
| ------------- | --------------------- | --------------------- | ------ | ---- | ---- |
|               | Travailliste          | Stephen Ladyman       | 18,002 | 45,7 | −0.5 |
|               | Conservateur          | Mark MacGregor        | 16,210 | 41,1 | +1.3 |
|               | Libéral Démocrate     | Guy Voizey            | 3,706  | 9,4  | −2.3 |
|               | Indépendant           | William Baldwin       | 770    | 2,0  | N/A  |
|               | UKIP                  | Terry Eccott          | 502    | 1,3  | N/A  |
|               | National Front        | Bernard Franklin      | 242    | 0,6  | N/A  |
| Majorité      | Majorité              | Majorité              | 1,792  | 4,6  |      |
| Participation | Participation         | Participation         | 39,432 | 63,9 | −7.7 |
|               | Travailliste maintien | Travailliste maintien | Swing  | −0.9 |      |

### Élections dans les années 1990
| Parti         | Parti                                   | Candidat                                | Voix   | %     | ±     |
| ------------- | --------------------------------------- | --------------------------------------- | ------ | ----- | ----- |
|               | Travailliste                            | Stephen Ladyman                         | 20,777 | 46,2  | +18.1 |
|               | Conservateur                            | Jonathan Aitken                         | 17,899 | 39,8  | −11.9 |
|               | Libéral Démocrate                       | Barbara Hewitt-Silk                     | 5,263  | 11,7  | −6.6  |
|               | Indépendant                             | C Crook                                 | 631    | 1,4   | N/A   |
|               | Green                                   | David Wheatley                          | 418    | 0,9   | −0.9  |
| Majorité      | Majorité                                | Majorité                                | 2,878  | 6,4   |       |
| Participation | Participation                           | Participation                           | 44,488 | 71,6  |       |
|               | Travailliste vainqueur sur Conservateur | Travailliste vainqueur sur Conservateur | Swing  | +15.0 |       |

| Parti         | Parti                 | Candidat              | Voix   | %    | ±    |
| ------------- | --------------------- | --------------------- | ------ | ---- | ---- |
|               | Conservateur          | Jonathan Aitken       | 25,253 | 51,7 | −2.6 |
|               | Travailliste          | Mark James            | 13,740 | 28,1 | +7.2 |
|               | Libéral Démocrate     | Bill Pitt             | 8,948  | 18,3 | −6.4 |
|               | Green                 | Sue Peckham           | 871    | 1,8  | N/A  |
| Majorité      | Majorité              | Majorité              | 11,513 | 23,6 | −6.0 |
| Participation | Participation         | Participation         | 48,812 | 78,2 | +4.5 |
|               | Conservateur maintien | Conservateur maintien | Swing  | −4.9 |      |

### Élections dans les années 1980
| Parti         | Parti                 | Candidat              | Voix   | %    | ±    |
| ------------- | --------------------- | --------------------- | ------ | ---- | ---- |
|               | Conservateur          | Jonathan Aitken       | 25,135 | 54,3 | −2.2 |
|               | Liberal               | Bill Pitt             | 11,452 | 24,8 | +0.7 |
|               | Travailliste          | Chris Wright          | 9,673  | 20,9 | +1.5 |
| Majorité      | Majorité              | Majorité              | 13,683 | 29,6 | −2.8 |
| Participation | Participation         | Participation         | 46,260 | 73,7 | +3.7 |
|               | Conservateur maintien | Conservateur maintien | Swing  | −1.4 |      |

| Parti         | Parti                                  | Candidat        | Voix   | %    | ±   |
| ------------- | -------------------------------------- | --------------- | ------ | ---- | --- |
|               | Conservateur                           | Jonathan Aitken | 24,512 | 56,5 | N/A |
|               | Liberal                                | Ian Josephs     | 10,461 | 24,1 | N/A |
|               | Travailliste                           | Martin Clark    | 8,429  | 19,4 | N/A |
| Majorité      | Majorité                               | Majorité        | 14,051 | 32,4 | N/A |
| Participation | Participation                          | Participation   | 43,402 | 70,0 | N/A |
|               | Conservateur vainqueur (nouveau siège) |                 |        |      |     |